# Rus (kommun)
Rus är en kommun i Spanien.   Den ligger i provinsen Provincia de Jaén och regionen Andalusien, i den centrala delen av landet, 260 km söder om huvudstaden Madrid. Antalet invånare är 3 785. Arean är 47 kvadratkilometer. Rus gränsar till Baeza, Ibros, Canena, Vilches och Úbeda. 
Terrängen i Rus är varierad.